# Mađarska ženska vaterpolska reprezentacija
Mađarska ženska vaterpolska reprezentacija predstavlja državu Mađarsku u športu vaterpolu.

## Povijest
U prvom kolu Svjetskog prvenstva, Mađarska je 14. srpnja 2019. godine pobijedila domaćina Južnu Koreju 64:0 (16:0,18:0,16:0,14:0). To je najuvjerljivija pobjeda u povijesti vaterpola.

## Nastupi na velikim natjecanjima

### Olimpijske igre
- 2020.:  bronca

### Svjetska prvenstva
- 2019.: 4. mjesto

### Europska prvenstva
- 1985.:  srebro
- 1987.:  srebro
- 1989.:  srebro
- 1991.:  zlato
- 1993.:  bronca
- 1995.:  srebro
- 1997.: 5. mjesto
- 1999.: 4. mjesto
- 2001.:  zlato
- 2003.:  srebro
- 2006.:  bronca
- 2008.:  bronca
- 2010.: 5. mjesto
- 2012.:  bronca
- 2014.:  bronca
- 2016.:  zlato
- 2018.: 4. mjesto
- 2020.:  bronca